# Équipe de Croatie féminine de basket-ball
Cet article traite de l'équipe féminine. Pour l'équipe masculine, voir Équipe de Croatie masculine de basket-ball.
Maillots
L’équipe de Croatie féminine de basket-ball est l'équipe nationale qui représente la Croatie dans les compétitions internationales masculine de basket-ball. Elle est placée sous l'égide de la Fédération de Croatie de basket-ball (HKS). L'équipe est affiliée à la FIBA depuis 1993. Son surnom est "Kockasti", ce qui signifie « À carreaux ».
Avant l'indépendance de ce pays, les croates jouaient sous le maillot yougoslave.

## Histoire

### 2015
Les démarches administratives pour obtenir la naturalisation croate de l'américaine Shavonte Zellous ayant avorté tardivement, l'équipe ne compte que onze joueuses.
Ana Lelas, Marija Rezan, Antonija Mišura doivent toutes trois renoncer à l'Euro pour cause de blessure.

## Résultats

### Palmarès
| Compétitions mondiales                             | Compétitions continentales | Autres compétitions                                                                           |
| -------------------------------------------------- | -------------------------- | --------------------------------------------------------------------------------------------- |
| - Jeux olympiques - Néant - Coupe du monde - Néant | - EuroBasket - Néant       | - Jeux méditerranéens (2) - Vainqueur en 1997 et 2001 - Finaliste en 2005 - Troisième en 2009 |

### Parcours en compétitions internationales

#### Jeux olympiques
| Année | Position                 |      | Année         | Position |               | Année | Position |
| 1976  | Membre de la Yougoslavie | 1996 | Non qualifiée | 2016     | Non qualifiée |       |          |
| 1980  | Membre de la Yougoslavie | 2000 | Non qualifiée | 2020     | Non qualifiée |       |          |
| 1984  | Membre de la Yougoslavie | 2004 | Non qualifiée | 2024     | Non qualifiée |       |          |
| 1988  | Membre de la Yougoslavie | 2008 | Non qualifiée | 2028     | -             |       |          |
| 1992  | Non qualifiée            | 2012 | 10e           | 2032     | -             |       |          |

#### Coupe du monde
| Année | Position                 |      | Année                    | Position |               | Année | Position |
| 1953  | Membre de la Yougoslavie | 1979 | Membre de la Yougoslavie | 2006     | Non qualifiée |       |          |
| 1957  | Membre de la Yougoslavie | 1983 | Membre de la Yougoslavie | 2010     | Non qualifiée |       |          |
| 1959  | Membre de la Yougoslavie | 1986 | Membre de la Yougoslavie | 2014     | Non qualifiée |       |          |
| 1964  | Membre de la Yougoslavie | 1990 | Membre de la Yougoslavie | 2018     | Non qualifiée |       |          |
| 1967  | Membre de la Yougoslavie | 1994 | Non qualifiée            | 2022     | Non qualifiée |       |          |
| 1971  | Membre de la Yougoslavie | 1998 | Non qualifiée            | 2026     | -             |       |          |
| 1975  | Membre de la Yougoslavie | 2002 | Non qualifiée            | 2030     | -             |       |          |

#### EuroBasket
| Année | Position                 |      | Année                    | Position |               | Année | Position |
| 1938  | Membre de la Yougoslavie | 1976 | Membre de la Yougoslavie | 2003     | Non qualifiée |       |          |
| 1950  | Membre de la Yougoslavie | 1978 | Membre de la Yougoslavie | 2005     | Non qualifiée |       |          |
| 1952  | Membre de la Yougoslavie | 1980 | Membre de la Yougoslavie | 2007     | 13e           |       |          |
| 1954  | Membre de la Yougoslavie | 1981 | Membre de la Yougoslavie | 2009     | Non qualifiée |       |          |
| 1956  | Membre de la Yougoslavie | 1983 | Membre de la Yougoslavie | 2011     | 5e            |       |          |
| 1958  | Membre de la Yougoslavie | 1985 | Membre de la Yougoslavie | 2013     | 11e           |       |          |
| 1960  | Membre de la Yougoslavie | 1987 | Membre de la Yougoslavie | 2015     | 12e           |       |          |
| 1962  | Membre de la Yougoslavie | 1989 | Membre de la Yougoslavie | 2017     | Non qualifiée |       |          |
| 1964  | Membre de la Yougoslavie | 1991 | Membre de la Yougoslavie | 2019     | Non qualifiée |       |          |
| 1966  | Membre de la Yougoslavie | 1993 | Non qualifiée            | 2021     | 11e           |       |          |
| 1968  | Membre de la Yougoslavie | 1995 | 8e                       | 2023     | Non qualifiée |       |          |
| 1970  | Membre de la Yougoslavie | 1997 | Non qualifiée            | 2025     | Non qualifiée |       |          |
| 1972  | Membre de la Yougoslavie | 1999 | 8e                       | 2027     | -             |       |          |
| 1974  | Membre de la Yougoslavie | 2001 | Non qualifiée            | 2029     | -             |       |          |

#### Jeux méditerranéens
| Année | Position                 |      | Année     | Position |
| 1987  | Membre de la Yougoslavie | 2001 | Vainqueur |          |
| 1991  | Membre de la Yougoslavie | 2005 | Finaliste |          |
| 1993  | Non qualifiée            | 2009 | Troisième |          |
| 1997  | Vainqueur                | 2013 | Annulé    |          |

## Joueuses célèbres ou marquantes
- Emilija Podrug
- Ana Lelas
- Vedrana Grgin-Fonseca